# Paint the Town Red (Doja Cat)
Paint the Town Red is een nummer van de Amerikaanse rapster/zangeres Doja Cat uit 2023. Het is de eerste single van haar vierde studioalbum Scarlet.
Het nummer bevat een sample uit Walk On By van Dionne Warwick. In de tekst rekent Doja Cat af met haar critici. De bijbehorende videoclip werd door Doja Cat zelf mede geregisseerd. "Paint the Town Red" leverde de rapster wereldwijd een gigantische hit op. Het nummer reikte in veel landen naar de nummer 1-positie, onder andere in de Amerikaanse Billboard Hot 100. In het Nederlandse taalgebied was het succes iets bescheidener; met een 9e positie in de Nederlandse Top 40, en een 17e positie in de Vlaamse Ultratop 50.

## Tracklijst
Muziekdownload
1. "Paint the Town Red" - 3:51